# Fordingbridge
Fordingbridge – miasto w Wielkiej Brytanii, w Anglii w hrabstwie Hampshire. Położone jest nad rzeką Avon, przy drodze A 38 na wschodzie hrabstwa, przy granicy z hrabstwami Dorset i Wiltshire, w pobliżu parku narodowego New Forest. Miasto liczy 6 tys. mieszkańców. 

## Historia
Miasto pojawia się w Domesday Book z roku 1086 jako Forde. Bridge pojawia się w nazwie dopiero po roku 1286, kiedy w mieście zbudowano most wsparty na siedmiu łukach.

## Miasta partnerskie
- Vitmoutiers (od 1992)[4]